# Râul Caraula
Râul Caraula sau Râul Laura (în ucraineană Лаура, transliterat: Laura) este un curs de apă, afluent al râului Suceava. Râul izvorăște de la o cota de 731 m de pe versanți din munții Obcina Mare - Vârful Țancu (823 m altitudine) aflat pe teritoriul orașului Crasna din Bucovina (actualmente în Ucraina) și, după ce trece frontiera cu România, se varsă în râul Suceava în cartierul Laura din localitatea Vicovu de Sus în amonte de confluența râului Putna cu râul Suceava. Cartierul Laura este străbătut de la nord la sud de cele două râuri paralele: Laura și Șicova.

## Hărți
- Harta județului Suceava